# Der Schwebende

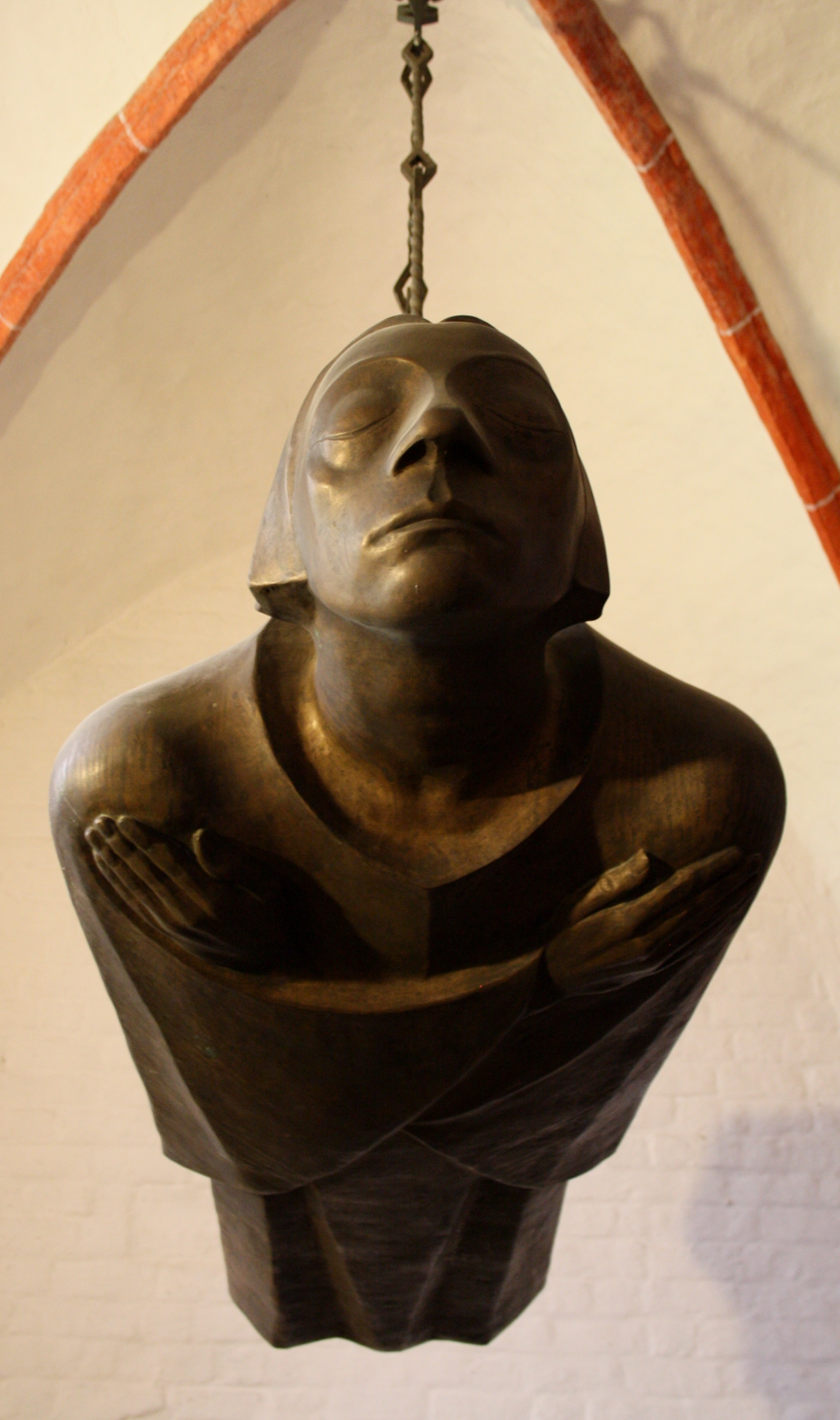
Der Schwebende im Güstrower Dom, Gesicht mit dem Abbild von Käthe Kollwitz (Foto: 2011)

Der Schwebende, auch Schwebender Engel oder Güstrower Ehrenmal, ist eine von Ernst Barlach im Jahr 1927 geschaffene bronzene Skulptur, deren Erstguss verloren ist und von der heute drei Bronze-Nachgüsse und ein Gipsabguss existieren.

## Geschichte

### Erstguss
Ernst Barlach schuf die Skulptur für den Güstrower Dom zur 700-Jahr-Feier des Bauwerks, gefördert vom damaligen Domprediger Johannes Schwartzkopff. Die Skulptur sollte als Güstrower Ehrenmal für die im Ersten Weltkrieg Gefallenen dienen.
Das Original wurde am 23. August 1937 als sogenannte „Entartete Kunst“ aus dem Güstrower Dom entfernt, nach Schwerin gebracht und 1941 im Rahmen der Metallspende des deutschen Volkes eingeschmolzen.

### Nachgüsse

#### Zweitguss in Köln

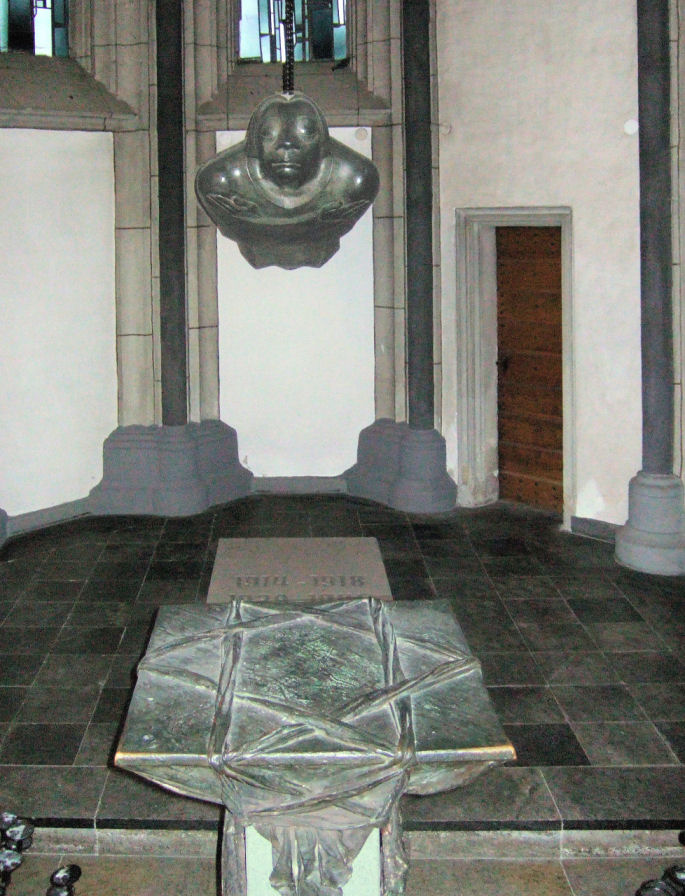
Der Schwebende in der Kölner Antoniterkirche (Foto: 2010)

Im Januar 1939 gab Bernhard A. Böhmer bei der Berliner Bildgießerei Hermann Noack einen Bronze-Nachguss in Auftrag. Dieser Sicherungsguss erfolgte nach dem damals noch erhaltenen originalen Werkmodell für den Erstguss. Während des Krieges wurde dieser Guss von Hugo Körtzinger in seinem Atelier in Schnega/Wendland versteckt. Er befindet sich seit dem 15. Mai 1952 in der Kölner Antoniterkirche.
Indem der Kölner Zweitguss über einer Steinplatte befestigt wurde, auf der die Jahreszahlen beider Weltkriege eingraviert waren, wurde seine Bedeutung erweitert und vom direkten Verweis nur auf den Ersten Weltkrieg befreit. Dies wurde noch verstärkt, als die Jahreszahlen des Zweiten Weltkriegs (1939–1945) durch die Jahreszahlen der nationalsozialistischen Herrschaft in Deutschland (1933–1945) ersetzt wurden, so dass der Schwebende immer mehr zum umfassenden Friedensmal umgedeutet wurde.

#### Drittguss in Güstrow
Da das Werkmodel 1943 oder 1944 bei einem Bombenangriff in Berlin zerstört wurde, diente der Zweitguss noch vor seinem Transport nach Köln als Vorlage für eine neue Gussform. Diese ermöglichte 1952, wiederum bei Noack, einen Bronze-Drittguss des Barlachschen Engels, der am 4. Juni 1952 nach Güstrow kam und nach zahlreichen Probehängungen am 8. März 1953 im westlichen Joch des Südschiffes im Güstrower Dom aufgehängt wurde. 1985 wurde er an den ursprünglich vorgesehenen Platz im östlichen Joch des Nordschiffes mit Blickrichtung nach Westen umgehängt. Der Drittguss, dessen Anfertigung vom Kirchenkreis Köln finanziert worden war, kam als eine Leihgabe des Barlach-Nachlassgremiums in den Dom. 1994 ging das Eigentum auf die Ernst-Barlach-Stiftung über, die bis heute sein Eigentümer ist.
Der Güstrower Schwebende wurde 1970 in Moskau und Leningrad sowie 1981 in der Ost-Berliner (Alten) Nationalgalerie ausgestellt. Zur Ausstellung „Germany. Memories of a Nation“ / „Deutschland – Erinnerungen einer Nation“ war das Kunstwerk vom 16. Oktober 2014 bis zum 25. Januar 2015 im Londoner British Museum zu sehen. Der Schwebende als eine der beeindruckendsten Skulpturen des 20. Jahrhunderts war einer der Höhepunkte der Schau.

#### Nachguss in Schleswig

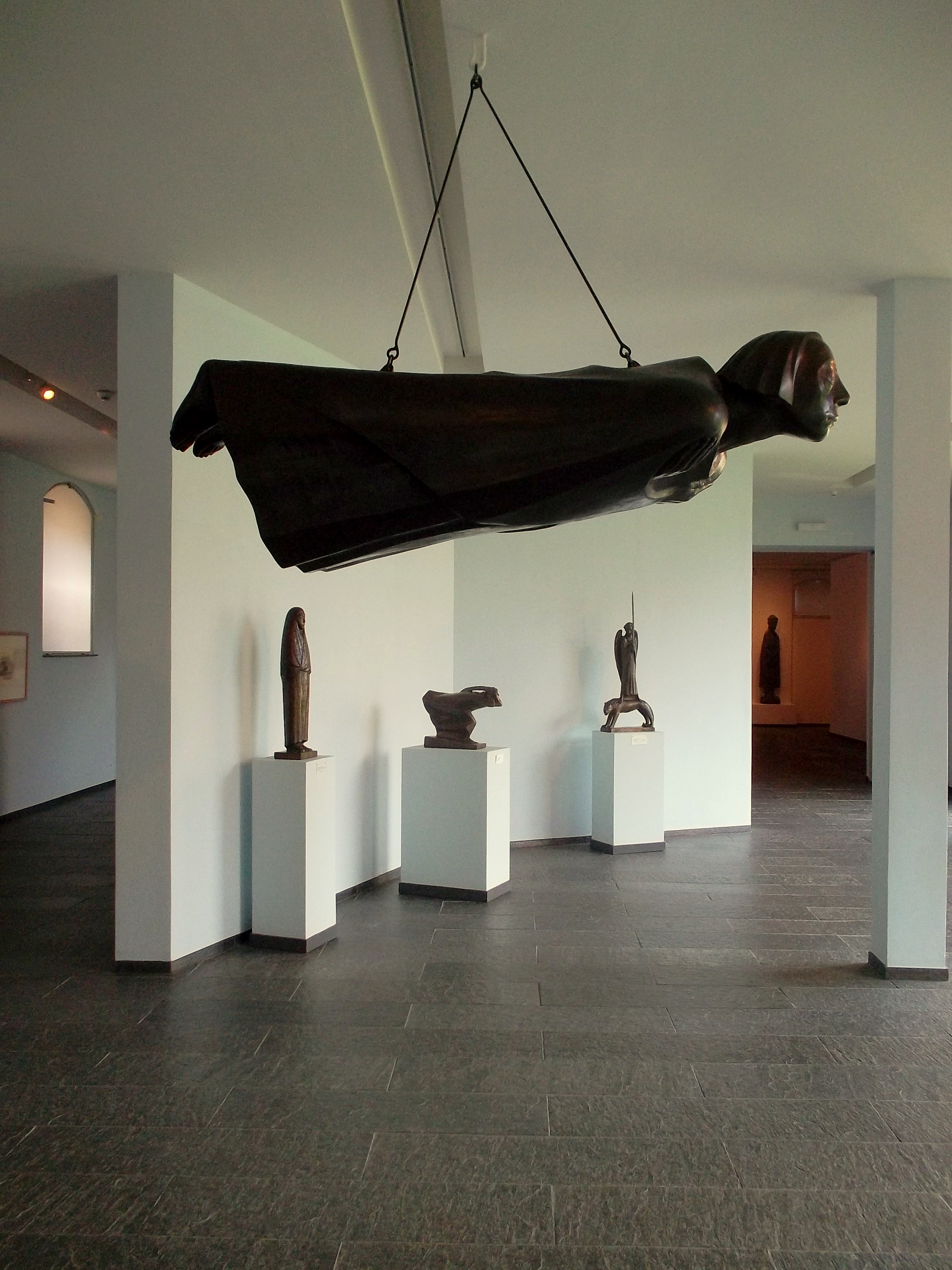
Der Schwebende im Museum Schloss Gottorf, Schleswig (Foto: 2011)

Die 1952 angefertigte Gussform kam in den Besitz von Hans Barlach. Davon wurde 1987 ein Bronze-Nachguss angefertigt, der im Schleswig-Holsteinischen Landesmuseum für Kunst und Kulturgeschichte auf Schloss Gottorf in Schleswig hängt.

#### Gipsabguss
Gleichzeitig mit dem Drittguss fertigte Noack 1952 einen bronzierten Gipsabguss an, der in den Besitz der Ernst Barlach Gesellschaft Hamburg kam und normalerweise im Ernst-Barlach-Museum Wedel ausgestellt ist.
Das Gips-Exemplar wurde schon öfter auf auswärtigen Ausstellungen gezeigt, so 2010 in Ratzeburg im Rahmen der ökumenischen Ausstellung "Barlach und Kollwitz – Grenzen der Existenz" mit einem historisch einmaligen Friedensgebet der Weltreligionen unter dem "Schwebenden" im Ratzeburger Dom, 2012 in Münster, zuvor schon in Teheran, Antwerpen, Rom und Istanbul, 2010 in Göttingen und 2013 in Hannover. 2017 war dieses Exemplar im Rahmen der Ausstellung Ernst Barlach und Käthe Kollwitz: Über die Grenzen der Existenz in der Schlosskirche Wittenberg zu sehen. Der Wittenberger Oberbürgermeister Torsten Zugehör und der Wittenberger Ehrenbürger Friedrich Schorlemmer haben sich für den dauerhaften Verbleib der Skulptur in Wittenberg ausgesprochen.

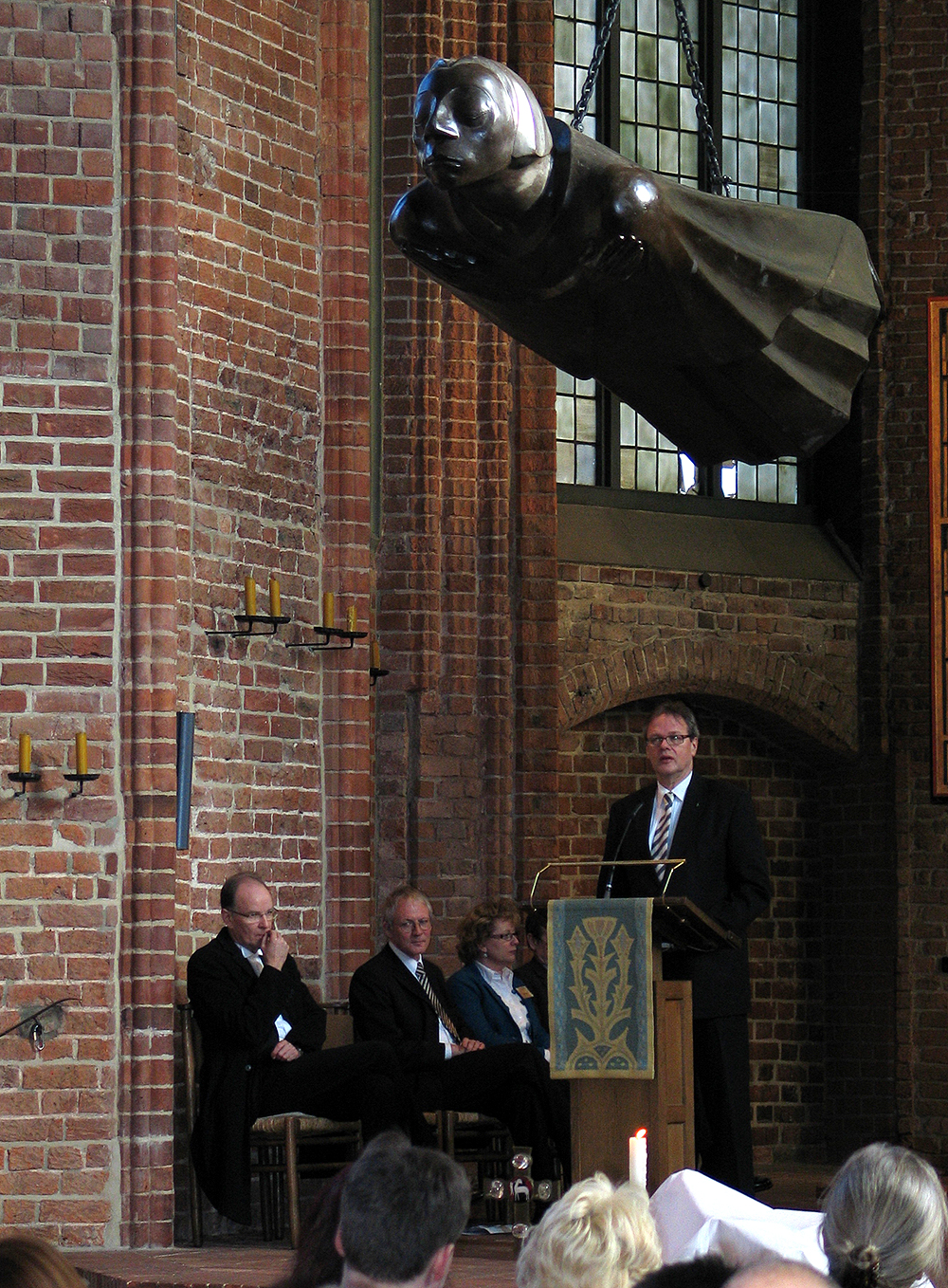
2013 in der Marktkirche Hannover
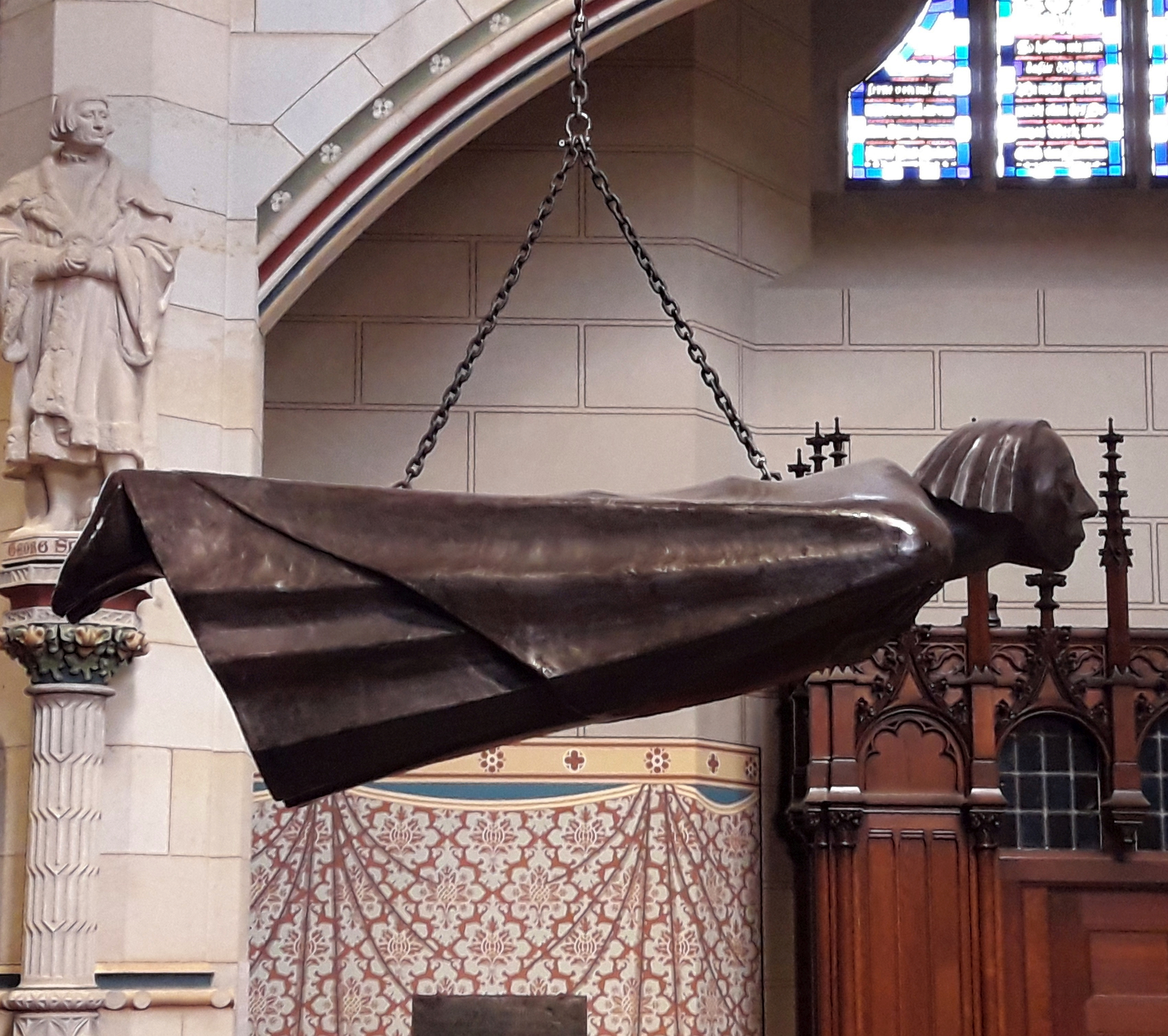
2017 in der Schlosskirche Wittenberg

## Zitate
„Für mich hat während des Krieges die Zeit stillgestanden. Sie war in nichts anderes Irdisches einfügbar. Sie schwebte. Von diesem Gefühl wollte ich in dieser im Leeren schwebenden Schicksalsgestalt etwas wiedergeben.“

„In den Engel ist mir das Gesicht von Käthe Kollwitz hineingekommen, ohne dass ich es mir vorgenommen hatte. Hätte ich sowas gewollt, wäre es mir wahrscheinlich missglückt.“

## Rezeption
Wolf Biermann nimmt im Barlach-Lied Bezug auf Barlachs Der Schwebende.

## Musik
- Der Engel, Orgelmusik für den „Schwebenden“ von Ernst Barlach. Johannes Quack an der Orgel der Antoniterkirche. 2005.